# قطب الزئبق المتقاطر

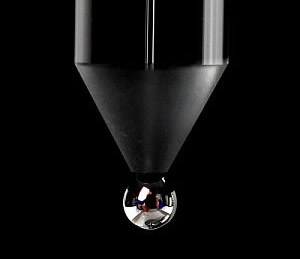
قطب الزئبق المتقاطر

قطب الزئبق المتقاطر  (أو قطب الزئبق القطّار) هو قطب عامل مصنوع من الزئبق ويستخدم في قياس الاستقطابية. وأدى تصميمه إلى حل مشكلة في القياس الفولتي، والتي تتمثل في تلوث وإشابة الأقطاب الكهربائية المصنوعة من المواد الصلبة مثل البلاتين أو الذهب أو الكربون. يستخدم هذا القطب  لدراسة آليات التفاعل في الكيمياء الكهربائية.